# Paul Machuel
Paul Machuel est un Industriel à Reims, né à Reims le 7 juin 1898 et mort à Reims le 21 septembre 1984. Il a dirigé l’Usine Machuel & Néouze, de 1922 à 1969, siège actuel du Cercle nautique des régates rémoises.

## Biographie
Paul Henri Alfred Machuel est né à Reims, 102, rue de Fléchambault, le 7 juin 1898.
Il est le fils du Manufacturier Teinturier Appréteur Jules Machuel et d'Eugènie Emilie Houpin fille de Ernest Houpin propriétaire de l'usine de teinturerie et d'apprêt des étoffes Ernest Houpin.
Il épousa à Reims, en 1922, Suzanne Mathilde de Rungs (1900-1946), de la famille des biscuits du même nom.
Il se remarie, en 1958, avec Marie Françoise Lavallou (1924-1994) à Conflans-Sainte-Honorine.
Polytechnicien de formation, promotion 1920, il dirigea les usines l’Usine Machuel & Néouze de 1922 à 1969.
Cette ancienne usine, transformée, est maintenant le site du Cercle nautique des régates rémoises.
Il est décédé le 21 septembre 1984 à Reims et repose au Cimetière du Sud de Reims.

## Activité
- Conseiller prud’homme de 1950 à 1980,
- Membre associé de la Chambre de commerce et d’industrie de Reims.

## Hommage
En hommage à Paul Machuel, un square créé en 1993, est baptisé « Square Paul Machuel » 49° 14′ 34″ nord, 4° 01′ 57″ est .

## Usine Machuel & Néouze49° 14′ 30″ nord, 4° 01′ 59″ est
L'usine Machuel & Néouze est installée au lieu-dit Beauregard en bordure de la Vesle.
La cheminée, encore visible actuellement, date de 1881.

## Galerie

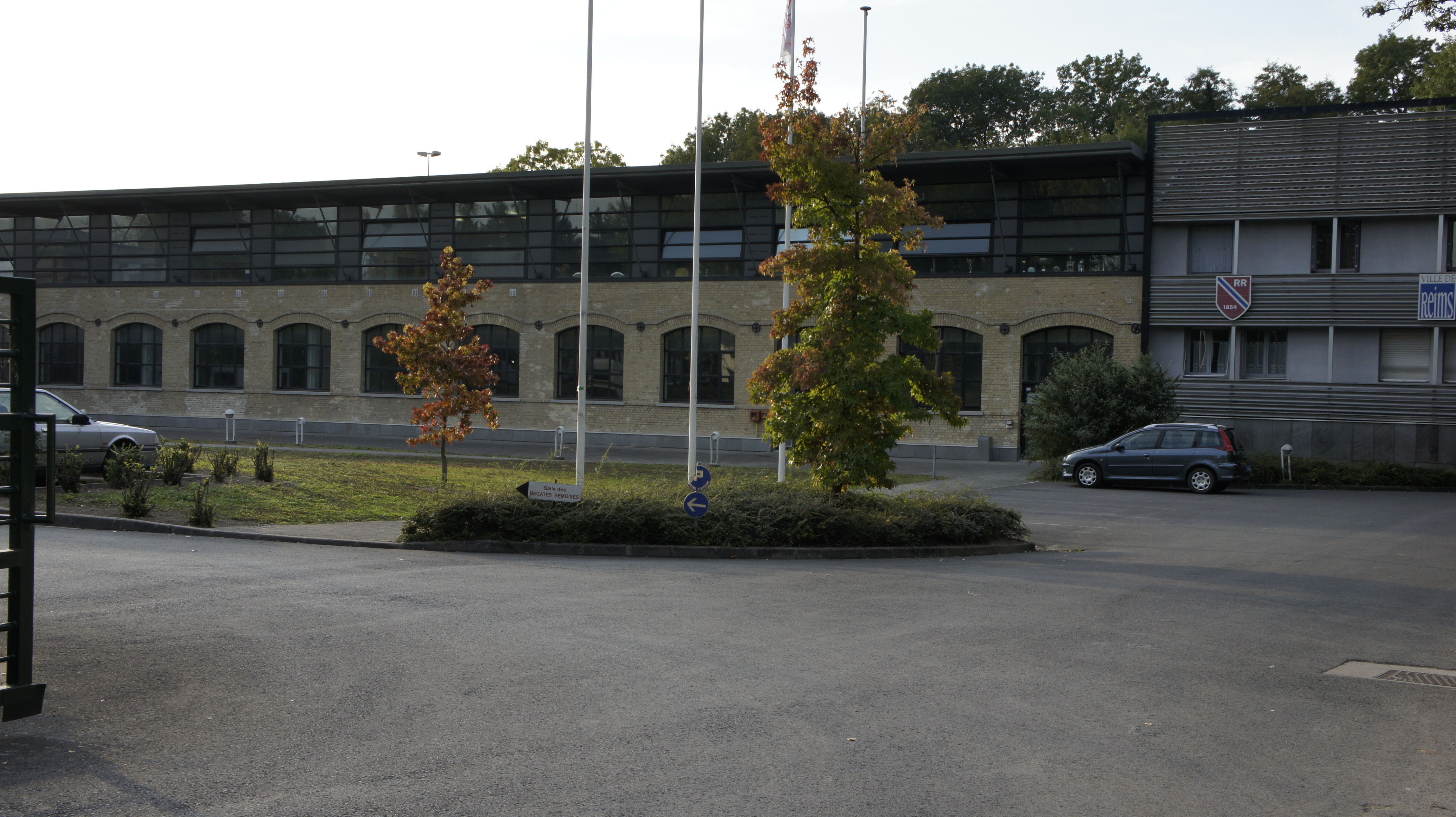
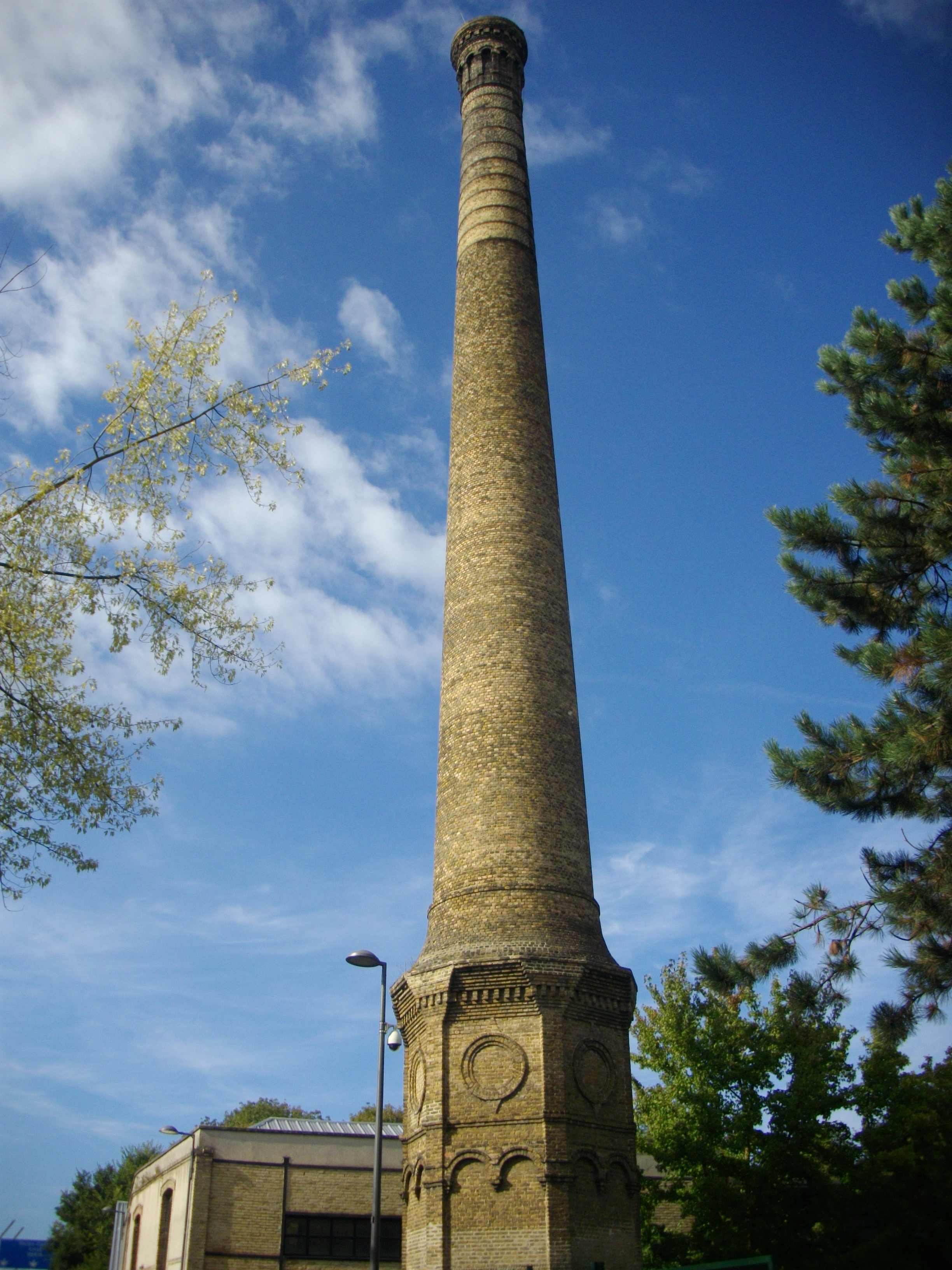